# David Minassian
Pour les articles homonymes, voir Minassian.
David Iourievitch Minassian (en arménien : Դավիթ Յուրիի Մինասյան), né le 17 février 1974 à Tbilissi (Arménie), est un sculpteur et scénographe arménien, artiste émérite de la République d'Arménie en 2011.

## Biographie
David Minassian est fils du sculpteur Yuri Minassian, son premier mentor dans les arts.
En 1992, il est diplômé du Collège d'art d'Erevan et, en 1998, de l'Institut d'art et de théâtre d'Erevan.
De 1998 à 2000, il est artiste du théâtre Stepanakert, puis depuis 2003, il est l'artiste en chef du Théâtre national d'Erevan.
De 1998 à 2000, il enseigne à l'Institut des arts décoratifs et appliqués de Stepanakert et, depuis 2000, à l'Institut national du théâtre et du cinéma d'Erevan.

## Œuvres (sélection)
- Fille et Chien (1998)
- Montagnes-Vallées (1998, prix de la "Meilleure sculpture")
- Les Hommes (2007, à Erevan), groupe statuaire dédié aux quatre héros du film Tghamardik (Les Hommes) d'Edmond Keossaian, soit Mher Mkrtchyan, Avetik Gevorgyan, Armen Ayvazyan et Azat Sherents.
- Monument à Leonid Yengibaryan (2012, Tsakhkadzor)[1]
- Monument à Sos Sargsyan (2014, Stepanavan)[2]
- Groupe sculptural Belated Photography (2015, Erevan)[3],[4].
- Statue sonore (2016, Erevan)
- Monument à Aram Manoukian (2018, Erevan)[5]